# إيفانا سازدوفسكي
إيفانا سازدوفسكي مواليد 12 أبريل 1990، هي لاعبة كرة يد مقدونية تلعب كظهير أيسر. مثلت منتخب مقدونيا لكرة اليد للسيدات.

## سجل المنافسة
شاركت في البطولات التالية:
- بطولة أوروبا لكرة اليد للسيدات 2012